# Mecenkî, Pîreatîn
Mecenkî (în ucraineană Меченки) este un sat în comuna Sasînivka din raionul Pîreatîn, regiunea Poltava, Ucraina.

## Demografie
Componența lingvistică a localității Mecenkî
     Ucraineană (96,51%)
     Rusă (2,33%)
     Polonă (1,16%)
Conform recensământului din 2001, majoritatea populației localității Mecenkî era vorbitoare de ucraineană (96,51%), existând în minoritate și vorbitori de rusă (2,33%) și polonă (1,16%).